# Al Khabisi
Al Khabisi , o Al Khabaisi, è un quartiere di Dubai.